# Ospedale del Mare
L'Ospedale del Mare è una megastruttura sanitaria di Napoli, sita nel quartiere di Ponticelli, in cui sono stati conglobati i nosocomi dell'Ascalesi, degli Incurabili, del Loreto Mare e del San Gennaro.

## Storia
Il nosocomio è stato costruito con i fondi della legge finanziaria del 1988, con il Piano straordinario di interventi in Sanità ed i Fondi per la radioterapia del 1988, con i Fondi per le Aree Sottoutilizzate del 2012, alle risorse residue del Fondo per lo sviluppo e la coesione e con i proventi del bilancio dell'A.S.L. Napoli 1 Centro.
I lavori iniziati nel 2006, sospesi dal 2009 al 2012 a causa di problemi amministrativi, progettuali e finanziari, si conclusero nel 2016.
Essendo situato alle pendici del Vesuvio, è stato ubicato nelle vicinanze di vie di fuga programmate in caso di eruzione vulcanica. Inoltre l'edificio è disaccoppiato dal terreno grazie a degli isolatori sismici che ne garantiscono la tenuta in caso di terremoto.
Nel 2022 è stato ampliato il Pronto Soccorso.

## Struttura
L'ospedale è figlio di un progetto basato sulle linee guida fornite dal modello ospedaliero nazionale, elaborato dall’architetto Renzo Piano nel 2001, su incarico del ministro della salute Umberto Veronesi.
Nella zona antistante l'ospedale c'è una piazza pubblica, che porta direttamente alla hall di accoglienza, la quale è il centro nevralgico della struttura, perché è da qui che partono i percorsi di accesso alle varie zone del nosocomio. Di forma circolare è articolata su tre piani, completamente rivestita con lastre colorate in vetrocemento, che, unitamente a delle aperture circolari della copertura, ne permettono il passaggio della luce solare.
L'ospedale è diviso in monoblocchi, collegati tra loro da una triplice struttura ad albero tutti raccordati al poliambulatorio. Completano la struttura, uffici, impianti ed un albergo per lungodegenza. I vari parcheggi interni permettono la sosta di 1300 auto, mentre al centro dell'intera area ospedaliera (145 800 metri quadrati) è ubicata la piazzola dell'eliporto.
È provvisto di un impianto fotovoltaico di 3 700 metri quadrati in grado di produrre 825 000 Kwh all'anno, con un risparmio di 230 000 euro.

### Dipartimenti sanitari
I dipartimenti sanitari sono:
- Dipartimento chirurgia d'urgenza
- Dipartimento cardiovascolare
- Dipartimento neuroscienze
- Dipartimento scienze mediche e chirurgiche
- Dipartimento materno infantile

### Unità operative (U.O.C.)
Le articolazioni interne sono:
- Anatomia patologica
- Cardiologia e U.T.I.C.
- Chirurgia Generale
- Chirurgia Toracica
- Chirurgia Vascolare
- Diagnostica per Immagini
- Farmacia
- Gastroenterologia
- Ginecologia e Ostetricia
- Medicina e Chirurgia accettazione-urgenza
- Medicina Generale
- Medicina Nucleare
- Medicina Trasfusionale
- Nefrologia e Dialisi
- Neurochirurgia
- Neurologia - Stroke Unit
- Neuroradiologia
- Oculistica
- Oncologia
- Ortopedia e Traumatologia
- Otorinolaringoiatria e Patologia Cervico-Facciale
- Patologia Clinica
- Radioterapia
- Recupero e Riabilitazione Funzionale
- Rianimazione e Terapia Intensiva
- Urologia
- Chirurgia D'Urgenza e del Trauma (U.O.S.D.)
- Chirurgia Endocrina ed Ecoguidata (U.O.S.D.)
- Chirurgia Maxillo-Facciale (U.O.S.D.)
- Chirurgia Plastica (U.O.S.D.)
- Chirurgia Senologica (U.O.S.D.)
- Malattie Endocrine del ricambio e della nutrizione (U.O.S.D.)
- Neonatologia (U.O.S.D.)

## Collegamenti
L'ospedale è raggiungibile con i seguenti mezzi pubblici:
- con la Ferrovia Circumvesuviana, nei pressi dell'ospedale c'è la Stazione di Vesuvio de Meis, servita dalle linee Napoli-Ottaviano-Sarno e Napoli-San Giorgio a Cremano.
- con le autolinee dell'ANM, linee 116, 175, 195 (da via Brin all'ospedale), 196 (da via Brin a via Argine) poi 173 (da via Argine all'ospedale), oltre alle linee 158, 173A e alla notturna 472.
- con le autolinee dell'EAV, da Ercolano (da piazza Trieste all'ospedale) e da San Giorgio a Cremano (da piazza V. Emanuele all'ospedale).

Nei pressi della struttura è ubicata l'uscita di Ponticelli dell'Autostrada A3.